# 金宝祥
金宝祥（1914年—2004年），别名嵌岩，男，浙江萧山人，中国历史学家，西北师范大学教授，曾任中国史学会理事。专攻隋唐史。